# Никобарска белозъбка
Никобарската белозъбка (Crocidura nicobarica) е вид бозайник от семейство Земеровкови (Soricidae). Видът е критично застрашен от изчезване.

## Разпространение
Разпространен е в Индия (Никобарски острови).